# Buntsandsteinfelsen am Main
Buntsandsteinfelsen am Main este o arie protejată (arie de protecție specială avifaunistică — SPA) din Germania întinsă pe o suprafață de 194 ha, integral pe uscat.

## Localizare
Centrul sitului Buntsandsteinfelsen am Main este situat la coordonatele 49°45′40″N 9°18′40″E / 49.7611°N 9.3111°E.

## Înființare
Situl Buntsandsteinfelsen am Main a fost declarat arie de protecție specială avifaunistică în septembrie 2006 pentru a proteja 2 specii de animale.

## Biodiversitate
Situată în ecoregiunea continentală, aria protejată nu include niciun habitat protejat.
La baza desemnării sitului se află mai multe specii protejate de  păsări (2): buha (Bubo bubo), Falco peregrinus peregrinus.